# Каб аль-Ахбар
Абу Исхак Ка’б ибн Мати аль-Ахбар (араб. كعب الأحبار‎) — йеменский иудей, впоследствии принявший ислам и ставший одним из авторитетных толкователей Корана. Рассказывал много иудейских преданий (исраилият).

## Биография
Ка’б жил в Йемене, был раввином. Переехал в Медину во времена правления Умара, а после смерти Умара переехал в Сирию и стал одним из советников Муавийи. Он был из клана зу-раин или зу-ль-кила. Ка’б не встречался с пророком Мухаммедом, поэтому его относят к поколению табиинов.
Ка’б сопровождал халифа Умара в его путешествии в Иерусалим (аль-Кудс). Сообщается, что когда Умар вошёл с войском в Иерусалим, он спросил Ка’ба: «Где мне лучше совершить молитву?» Ка‘б ответил: «По-моему, тебе следует совершить молитву позади скалы, чтобы весь аль-Кудс был перед тобой, как на ладони». Халиф возразил: «Ты уподобляешься иудеям. Я не стану делать этого. Я совершу молитву там, где это сделал Посланник Аллаха». Позже омейядский халиф построил на этом месте мечеть, которое носит название Купол скалы.
По преданию, Ка’б считал, что «о каждом событии, которое произошло или произойдет, написано в Таурате (Торе)». Сообщается, что с помощью Торы он предсказал смерть халифа Умара.
Ка’б умер в Хомсе во время правления халифа Усмана, в возрасте более 100 лет.